# ニック・トロピアーノ
ニコラス・ポール・トロピアーノ（Nicholas Paul Tropeano, 1990年8月27日 - ）は、アメリカ合衆国ニューヨーク州サフォーク郡ウェストアイスリップ出身のプロ野球選手（投手）。右投右打。現在は、フリーエージェント（FA）。

## 経歴

### プロ入りとアストロズ時代

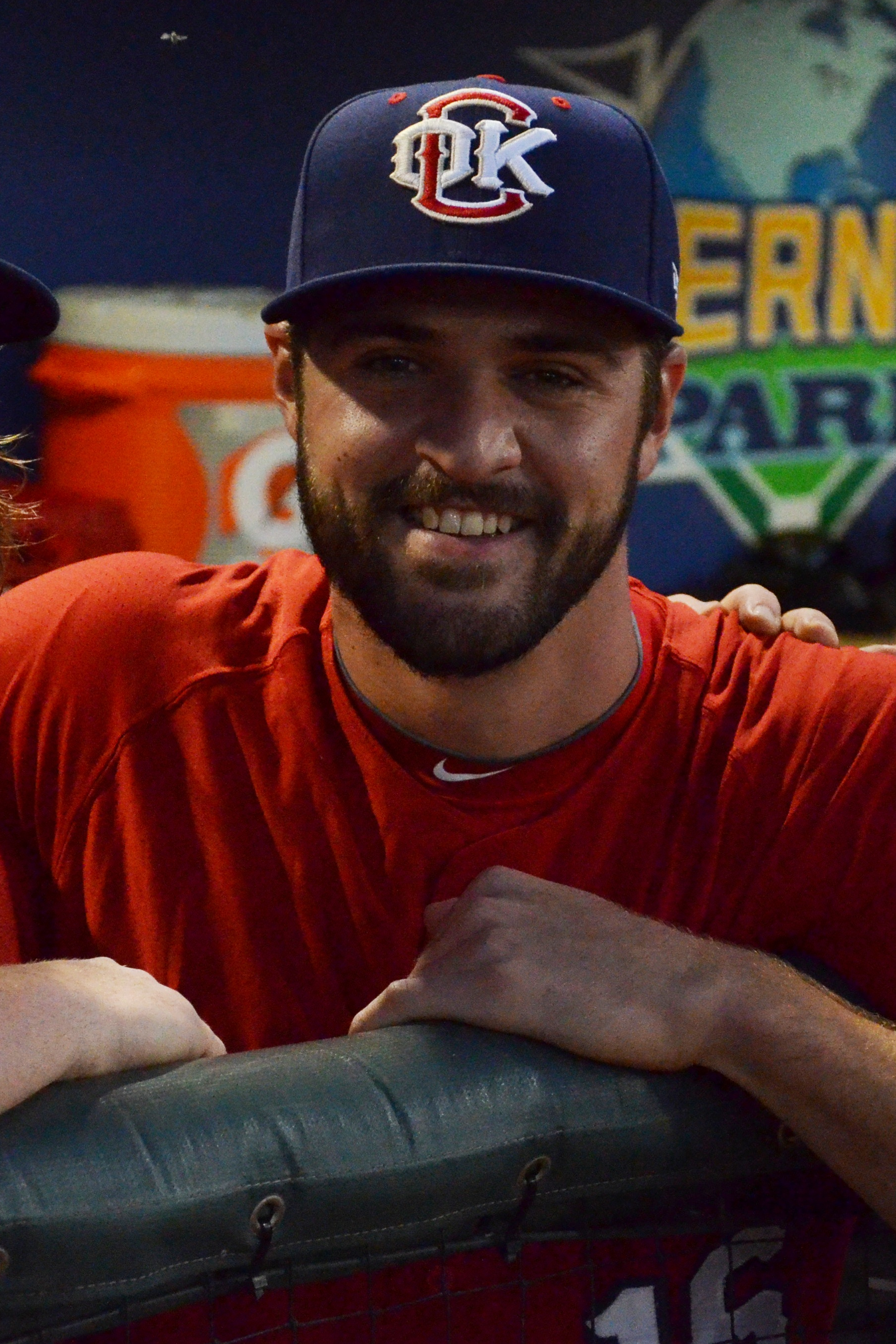
AAA級オクラホマシティ・レッドホークス時代
(2014年6月5日)

2011年のMLBドラフト5巡目（全体160位）でヒューストン・アストロズから指名され、プロ入り。契約後、傘下のA-級トリシティ・バレーキャッツでプロデビュー。12試合に先発登板して3勝2敗、防御率2.36、63奪三振を記録した。
2012年はA級レキシントン・レジェンズとA+級ランカスター・ジェットホークスでプレーし、2球団合計で27試合（先発26試合）に登板して12勝7敗、防御率3.02、166奪三振を記録した。オフにはアリゾナ・フォールリーグに参加し、メサ・ソーラーソックスに所属した。
2013年はAA級コーパスクリスティ・フックスでプレーし、28試合（先発20試合）に登板して7勝10敗5セーブ、防御率4.11、130奪三振を記録した。
2014年、マイナーではAAA級オクラホマシティ・レッドホークスでプレーし、23試合（先発20試合）に登板して9勝5敗、防御率3.03、120奪三振を記録した。9月1日にメジャー契約を結んでアクティブ・ロースター入りし、10日のシアトル・マリナーズ戦でメジャーデビュー。この年メジャーでは4試合に先発登板して1勝3敗、防御率4.57、13奪三振を記録した。

### エンゼルス時代
2014年11月5日にハンク・コンガーとのトレードで、カルロス・ペレスと共にロサンゼルス・エンゼルスへ移籍した。
2015年は8試合（先発7試合）に登板して3勝2敗、防御率3.82、38奪三振を記録した。
2016年は13試合に先発登板して3勝2敗、防御率3.56、68奪三振を記録したが、8月にトミー・ジョン手術を受けて2017年シーズンは全休になる見込みと報道された。
2017年は当初の予定通り、前述の手術のリハビリで全休した。
2018年4月12日、2年ぶりのメジャー復帰戦となったカンザスシティ・ロイヤルズ戦では6.2回を無失点に抑えて勝利投手となった。
2019年レギュラーシーズン終了後の10月28日にマイナー契約で傘下のAAA級ソルトレイク・ビーズへ配属され、同日中にFAとなった。

### パイレーツ時代
2020年1月8日にニューヨーク・ヤンキースとマイナー契約で合意したと報じられ、2月3日に正式公示された。8月6日にメジャー契約を結んでアクティブ・ロースター入りした。8月8日にDFAとなった。
その後、8月11日にウェイバー公示を経てピッツバーグ・パイレーツへ移籍した。この年は7試合に登板して1勝0敗、防御率1.15、19奪三振を記録した。

### ジャイアンツ時代
2020年10月30日にウェイバー公示を経てニューヨーク・メッツへ移籍したが、12月2日にノンテンダーFAとなった。
その後、2021年2月16日にサンフランシスコ・ジャイアンツとマイナー契約を結んだ。シーズン開幕後、5月21日にメジャー契約を結んでアクティブ・ロースター入りした。6月4日にDFAとなった。

### メッツ時代
2021年6月11日にウェイバー公示を経てニューヨーク・メッツへ移籍した。メッツでは1試合の登板にとどまり、オフの11月7日にFAとなった。

### レンジャーズ傘下時代
2022年1月26日にテキサス・レンジャーズとマイナー契約を結び、スプリングトレーニングに招待選手として参加することになった。開幕後はAAA級ラウンドロック・エクスプレスでプレーしていたが、6月1日に自由契約となった。 

## 投球スタイル
フライ系投手で一発病の傾向はあるが、スライダーを武器に三振奪取能力は高い。

## 詳細情報

### 年度別投手成績
| 年 度    | 球 団    | 登 板 | 先 発 | 完 投 | 完 封 | 無 四 球 | 勝 利 | 敗 戦 | セ 丨 ブ | ホ 丨 ル ド | 勝 率 | 打 者 | 投 球 回 | 被 安 打 | 被 本 塁 打 | 与 四 球 | 敬 遠 | 与 死 球 | 奪 三 振 | 暴 投 | ボ 丨 ク | 失 点 | 自 責 点 | 防 御 率 | W H I P |
| -------- | -------- | ----- | ----- | ----- | ----- | -------- | ----- | ----- | -------- | ----------- | ----- | ----- | -------- | -------- | ----------- | -------- | ----- | -------- | -------- | ----- | -------- | ----- | -------- | -------- | ------- |
| 2014     | HOU      | 4     | 4     | 0     | 0     | 0        | 1     | 3     | 0        | 0           | .250  | 91    | 21.2     | 19       | 0           | 9        | 1     | 1        | 13       | 1     | 0        | 12    | 11       | 4.57     | 1.29    |
| 2015     | LAA      | 8     | 7     | 0     | 0     | 0        | 3     | 2     | 0        | 0           | .600  | 161   | 37.2     | 40       | 2           | 10       | 0     | 0        | 38       | 0     | 0        | 18    | 16       | 3.82     | 1.33    |
| 2016     | LAA      | 13    | 13    | 0     | 0     | 0        | 3     | 2     | 0        | 0           | .600  | 296   | 68.1     | 70       | 14          | 31       | 1     | 2        | 68       | 4     | 0        | 27    | 27       | 3.56     | 1.48    |
| 2018     | LAA      | 14    | 14    | 0     | 0     | 0        | 5     | 6     | 0        | 0           | .455  | 316   | 76.0     | 68       | 16          | 31       | 2     | 2        | 64       | 2     | 0        | 41    | 40       | 4.74     | 1.30    |
| 2019     | LAA      | 3     | 1     | 0     | 0     | 0        | 0     | 1     | 0        | 0           | .000  | 66    | 13.2     | 18       | 6           | 6        | 0     | 2        | 10       | 0     | 0        | 15    | 15       | 9.88     | 1.76    |
| 2020     | PIT      | 7     | 0     | 0     | 0     | 0        | 1     | 0     | 0        | 0           | 1.000 | 66    | 15.2     | 14       | 1           | 4        | 0     | 1        | 19       | 1     | 0        | 2     | 2        | 1.15     | 1.15    |
| 2021     | NYM      | 1     | 0     | 0     | 0     | 0        | 0     | 0     | 0        | 0           | ----  | 11    | 2.0      | 4        | 1           | 1        | 0     | 0        | 0        | 0     | 0        | 1     | 1        | 4.50     | 2.50    |
| 2021     | SF       | 4     | 0     | 0     | 0     | 0        | 1     | 0     | 0        | 0           | 1.000 | 23    | 6.0      | 4        | 0           | 2        | 0     | 0        | 2        | 1     | 0        | 2     | 1        | 1.50     | 1.00    |
| '21計    | SF       | 5     | 0     | 0     | 0     | 0        | 1     | 0     | 0        | 0           | 1.000 | 34    | 8.0      | 8        | 1           | 3        | 0     | 0        | 2        | 1     | 0        | 3     | 2        | 2.25     | 1.38    |
| MLB：7年 | MLB：7年 | 54    | 39    | 0     | 0     | 0        | 14    | 14    | 0        | 0           | .500  | 1030  | 241.0    | 237      | 40          | 94       | 4     | 8        | 214      | 9     | 0        | 118   | 113      | 4.22     | 1.37    |

- 2021年度シーズン終了時

### 背番号
- 63（2014年、2021年 - 同年6月3日）
- 35（2015年 - 2016年、2018年 - 2019年）
- 72（2020年）
- 52（2021年7月9日 - 同年終了）